# Anéis burocráticos

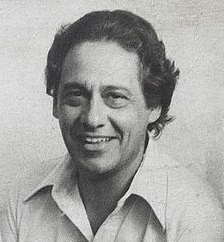
Fernando Henrique Cardoso em fotografia dos anos 1970, década em que desenvolveu o conceito de Anéis burocráticos.

O conceito de anéis burocráticos refere-se a estruturas burocráticas que articulavam interesses públicos e privados. 
O termo foi desenvolvido pelo sociólogo e político brasileiro Fernando Henrique Cardoso, que percebeu mecanismos informais de acesso privilegiado às decisões e aos recursos estatais através de "facções" no interior de grandes agencias burocráticas por determinados grupos econômicos. Em sua obra "Autoritarismo e Democratização", publicada em 1975, o autor mostra como tais relações funcionaram em governos autoritários brasileiros como uma estratégia desenvolvimentista. 
Os anéis burocráticos, são, portanto, redes de informação e de pressão (ou seja, de poder), que articulavam diferentes setores do Estado, incluindo as Forças Armadas, e vários segmentos industriais, notadamente de São Paulo, durante governos autoritários. Uma espécie de "balcanização" do Estado. 
Esse fenômeno não diz respeito a lobbies e prescinde de um cenário em que a estrutura do Estado e da sociedade civil é menos definida e racionalizada.